# Pastă
O pastă este o masă densă, omogen, care se comportă ca un solid până la aplicarea unei forțe asupra sa. Exemple includ: muștarul, pasta de dinți și chitul.
În galenică, pastele sunt forme farmaceutice semisolide formate dintr-o bază grasă în care a fost dispersată cel puțin 25% o masă solidă pulverizată (de exemplu, oxid de zinc, dioxid de titan, amidon, caolin sau talc). Pastele farmaceutice sunt destinate aplicării pe piele, au o consistență crescută și nu se topesc la temperatura corpului. Un exemplu este pasta Petrini.